# Trois-Vèvres
Trois-Vèvres és un municipi francès, situat al departament del Nièvre i a la regió de Borgonya - Franc Comtat. L'any 2007 tenia 241 habitants.

## Demografia

### Població
El 2007 la població de fet de Trois-Vèvres era de 241 persones. Hi havia 104 famílies, de les quals 36 eren unipersonals (20 homes vivint sols i 16 dones vivint soles), 32 parelles sense fills, 32 parelles amb fills i 4 famílies monoparentals amb fills.
La població ha evolucionat segons el següent gràfic:
Habitants censats

### Habitatges
El 2007 hi havia 151 habitatges, 112 eren l'habitatge principal de la família, 27 eren segones residències i 12 estaven desocupats. Tots els 151 habitatges eren cases. Dels 112 habitatges principals, 84 estaven ocupats pels seus propietaris, 24 estaven llogats i ocupats pels llogaters i 4 estaven cedits a títol gratuït; 3 tenien una cambra, 13 en tenien dues, 20 en tenien tres, 35 en tenien quatre i 41 en tenien cinc o més. 73 habitatges disposaven pel capbaix d'una plaça de pàrquing. A 48 habitatges hi havia un automòbil i a 51 n'hi havia dos o més.

### Piràmide de població
La piràmide de població per edats i sexe el 2009 era:
| Homes | Edats   | Dones |
| ----- | ------- | ----- |
| 0     | 95 o +  | 0     |
| 4     | 90 a 94 | 0     |
| 0     | 85 a 89 | 0     |
| 0     | 80 a 84 | 4     |
| 8     | 75 a 79 | 4     |
| 4     | 70 a 74 | 8     |
| 16    | 65 a 69 | 0     |
| 4     | 60 a 64 | 8     |
| 8     | 55 a 59 | 12    |
| 8     | 50 a 54 | 0     |
| 8     | 45 a 49 | 16    |
| 16    | 40 a 44 | 8     |
| 12    | 35 a 39 | 4     |
| 12    | 30 a 34 | 12    |
| 0     | 25 a 29 | 0     |
| 8     | 20 a 24 | 0     |
| 8     | 15 a 19 | 4     |
| 8     | 10 a 14 | 0     |
| 4     | 5 a 9   | 8     |
| 8     | 0 a 4   | 8     |

## Economia
El 2007 la població en edat de treballar era de 160 persones, 102 eren actives i 58 eren inactives. De les 102 persones actives 92 estaven ocupades (55 homes i 37 dones) i 10 estaven aturades (3 homes i 7 dones). De les 58 persones inactives 24 estaven jubilades, 11 estaven estudiant i 23 estaven classificades com a «altres inactius».

### Ingressos
El 2009 a Trois-Vèvres hi havia 108 unitats fiscals que integraven 231 persones, la mediana anual d'ingressos fiscals per persona era de 15.858 €.

### Activitats econòmiques
L'any 2000 a Trois-Vèvres hi havia 6 explotacions agrícoles que ocupaven un total de 378 hectàrees.

## Poblacions més properes
El següent diagrama mostra les poblacions més properes.